# 文心雕龍研究 (王更生)
《文心雕龍研究》是王更生對於《文心雕龍》研究的書籍，被視為是他的成名作，是台灣首部全面研究《文心雕龍》的著作。1976年由文史哲出版社出版。作者在之後進行了修訂，名為《重修增訂文心雕龍研究》，1979年由文史哲出版社出版。:308

## 成書
1968年，王更生在台灣師範大學國文研究所攻讀博士學位。1971年，他的導師李曰剛因為住院手術，因此將他在大學部講授的《文心雕龍》轉由他代課，之後再聘他為兼任講師，以教授《文心雕龍》課程。
作者由1969年春開始創作，至1975年完稿，次年出版。在過程中，作者將稿件出版成為論文，而此書正是由當中的論文結集而成。:344-350

## 內容
首版分為十四章，八十二節。首章簡介了海內外六十年的「龍學」研究，第二章至四章分別是年譜、《文心雕龍》史志著錄、版本考略。第五至十三章包括美學、經學、史學、子學、文體論、風格論、風骨論、聲律論和批評論的研究。最後是《〈文心雕龍〉在中國文學史上之地位》。

## 評價
牟世金認為，此書之前雖然台灣已經出版了十五、六種有關的論著，但只是局部的研究，是台灣首部全面而系統的《文心雕龍》論著。此書對於《文心雕龍》美學、經學、史學、子學的研究花了較大的篇幅以探討，「這就不僅獨步於當時，至今仍無出其右者」。但是，王更生雖然自己說過「創作論是《文心雕龍》中價值最高的一部份」，此書中只針對於「風骨」、「風格」、「聲律」三個議題進行探討，而有損他的「系統性」。他認為，這是作者不承認《文心雕龍》是一部文學評論的著作，而認為這是一部「『子書中的文評，文評中的子書』，非「文學評論」或「文學批評」可能範圍」，這使作者不能對於劉勰的文學理論進行深入的研究，造成互相矛盾之論。:77-83
李平指出，王更生以「宗經」的思想以觀察《文心雕龍》，不只是在《文心》全書以闡釋「宗經」的價值，而是將之放在中國文化傳統下的大背景之中，說明了他對於當今文化病態的深慮。在風骨方面，雖然作者另外主張「風」和「骨」是文章感染力的兩個層次，但是作者只是從文本角度以探究「風骨」，而沒有探究風骨的主體根源。:344-350
张少康指，作者研究較為全面，在第二章的版本介紹補充了台灣獨有版本，補足了大陸學者描述的不足。:268-272張文勛指，作者論「文術、文體、文評諸部分，俱評妥實在，不乏創見，而無嘩眾之語，確是龍學中的重要著作」。:249-250周振甫指，此書雖然是台灣第一部成系統的著作，但是當中對於創作論的研究卻有所不足，如「神思」、「通變」都略而不談。:462-463賈錦福指作者只是單純從歷史學的角度以觀察《文心雕龍》，而沒有對於創作論進行研究，有很大的缺陷。:308